# Hojancha
Hojancha är en ort i Costa Rica.   Den ligger i provinsen Guanacaste, i den västra delen av landet, 150 km väster om huvudstaden San José. Hojancha ligger 355 meter över havet och antalet invånare är 1 823.
Terrängen runt Hojancha är kuperad, och sluttar norrut. Runt Hojancha är det ganska glesbefolkat, med 30 invånare per kvadratkilometer. Närmaste större samhälle är Nicoya, 10,9 km norr om Hojancha. Omgivningarna runt Hojancha är en mosaik av jordbruksmark och naturlig växtlighet.